# Joaquina Dorado Pita
Joaquina Dorado Pita (La Corunha, 25 de junho de 1917 - Barcelona, 15 de março de 2017) foi uma activista anarco-sindicalista, republicana e anti-franquista.